# ويل روسكو
ويل روسكو (بالإنجليزية: Will Roscoe)‏ هو مؤرخ أمريكي، ولد في 1964 في مونتانا في الولايات المتحدة.